# Good Charlotte (album)
Good Charlotte è l'album di debutto dell'omonimo gruppo pop punk statunitense Good Charlotte. È anche l'unico album a presentare la formazione originale del gruppo. Nei crediti dell'album i componenti appaiono con il solo nome, omettendo il cognome. L'album è stato ristampato nel 2004.

## Tracce
Tutti i brani sono stati scritti da Joel e Benji Madden.

### Versione internazionale
1. Little Things - 3:23
2. Waldorf Worldwide - 3:21
3. The Motivation Proclamation - 3:36
4. East Coast Anthem - 2:27
5. Festival Song - 3:00
6. Complicated - 2:49
7. Seasons - 3:15
8. I Don't Wanna Stop - 2:41
9. I Heard You - 2:43
10. Walk By - 2:42
11. Let Me Go - 3:01
12. Screamer - 3:36
13. Change - 8:38 (contiene l'hidden track Thank You Mom)

### Japanese Edition
1. Little Things – 3:23
2. Waldorf Worldwide – 3:21
3. The Motivation Proclamation – 3:36
4. East Coast Anthem – 2:27
5. Festival Song – 3:00
6. Complicated – 2:49
7. Seasons – 3:15
8. I Don't Wanna Stop – 2:41
9. I Heard You – 2:43
10. The Click – 3:33
11. Walk By – 2:42
12. Let Me Go – 3:01
13. Screamer – 3:36
14. Change - 8:38 (contiene l'hidden track Thank You Mom)
15. If You Leave - 2:45
16. The Motivation Proclamation (Acoustic) - 3:40

## Singoli
- 27 marzo 2001 - Little Things
- 7 agosto 2001 - The Motivation Proclamation
- 12 ottobre 2001 - The Click[4]
- 25 dicembre 2001 - Festival Song

## Classifiche

### Album
| Anno | Nazione       | Classifica              | Posizione |
| ---- | ------------- | ----------------------- | --------- |
| 2001 | Stati Uniti   | Billboard 200           | 185       |
| 2001 | Stati Uniti   | Billboard Heatseekers   | 13        |
| 2001 | Nuova Zelanda | New Zealand Album Chart | 12        |

### Singoli
| Anno | Singolo       | Classifiche       | Posizione |
| ---- | ------------- | ----------------- | --------- |
| 2002 | Little Things | Alternative Songs | 23        |

## Formazione
- Joel Madden - voce
- Benji Madden - chitarra
- Billy Martin - chitarra e tastiere
- Paul Thomas - basso
- Aaron Escolopio - batteria